# Kościół Wniebowzięcia Najświętszej Marii Panny w Neratovie
Kościół Wniebowzięcia Najświętszej Marii Panny w Neratovie – zabytkowy kościół wybudowany w Neratovie.

## Historia
Kamień węgielny pod budowę barokowego kościoła położył właściciel majątku Rokytnice Johann Karl hr. von Nostitz-Rhieneck (1673-1740) 14 sierpnia 1723, w wigilię Wniebowzięcia NMP. Stało się to w obecności zarządcy majątku, proboszcza i kapelana, a także mistrza budowlanego Karla Antona Reina, który pochodził z Włoch i osiedlił się w majątku, gdzie się ożenił i miał bliskie związki z właścicielem dominium. Karl Reina wybudował kościół św. Jana Nepomucena (Vrchní Orlice), uczestniczył również w przebudowie zamku w Rokytnicach. Pod koniec życia był budowniczym prałatury klasztoru Hradisko. W 1730 został śmiertelnie ranny podczas budowy kościoła w Neratovie. Został zastąpiony przez budowniczego kłodzkiej twierdzy Jakoba Carova, który rozpoczęte prace zakończył. Kościół konsekrowano w dzień św. Bartłomieja, 24 sierpnia 1733. Drobne roboty budowlane trwały do 1749.

## Architektura
Kościół ma 48 m długości, 19 m szerokości i około 18–20 m wysokości. Fasada i wejście główne zorientowane są na południe, prezbiterium na północ. Stare kroniki wskazują, że dzięki tej orientacji promień słońca w Boże Narodzenie o godz. 12.00 nachodził  na tabernakulum. Konstrukcja kościoła zawiera wypukłą fasadę z dwiema pochyłymi wieżami, rzut w formie krzyża, wewnątrz widoczne jeszcze wklęsłe wnęki pilastry itp. Jest to obiekt grupy czeskiego baroku z bardzo delikatnym dotykiem pewnej prowincjonalności, co daje rustykalny wygląd. Ivo Kořán swoim studium: „Barok pod Orlickými horami”  opisuje kościół w sąsiedztwie, który przypisywany jest włoskiemu architektowi Giovanniemu Battiście Alliprandiemu, który zaprojektował m.in. kościół znalezienia św. Krzyża w Litomyšlu (1714-1720), znajdujący się bardzo blisko kościoła  w Neratovie (podobny plan piętra, koncepcja elewacji i inne cechy). Można również wyrazić przypuszczenie, że architektura opisywanego kościoła jest autorstwa anonimowego naśladowcy projektanta kościoła klasztornego w Litomyšlu (najprawdopodobniej byłby to wówczas mistrz budowniczy Karl Anton Reina). Nad wejściem znajduje się  kartusz z herbami: Johanna Karla von Nostitz-Rhieneck (L), fundatora świątyni i jego żony Anny Charlotty Fuchs von Bimbach und Dornheim, wykonany przez kamieniarza z Žamberka.

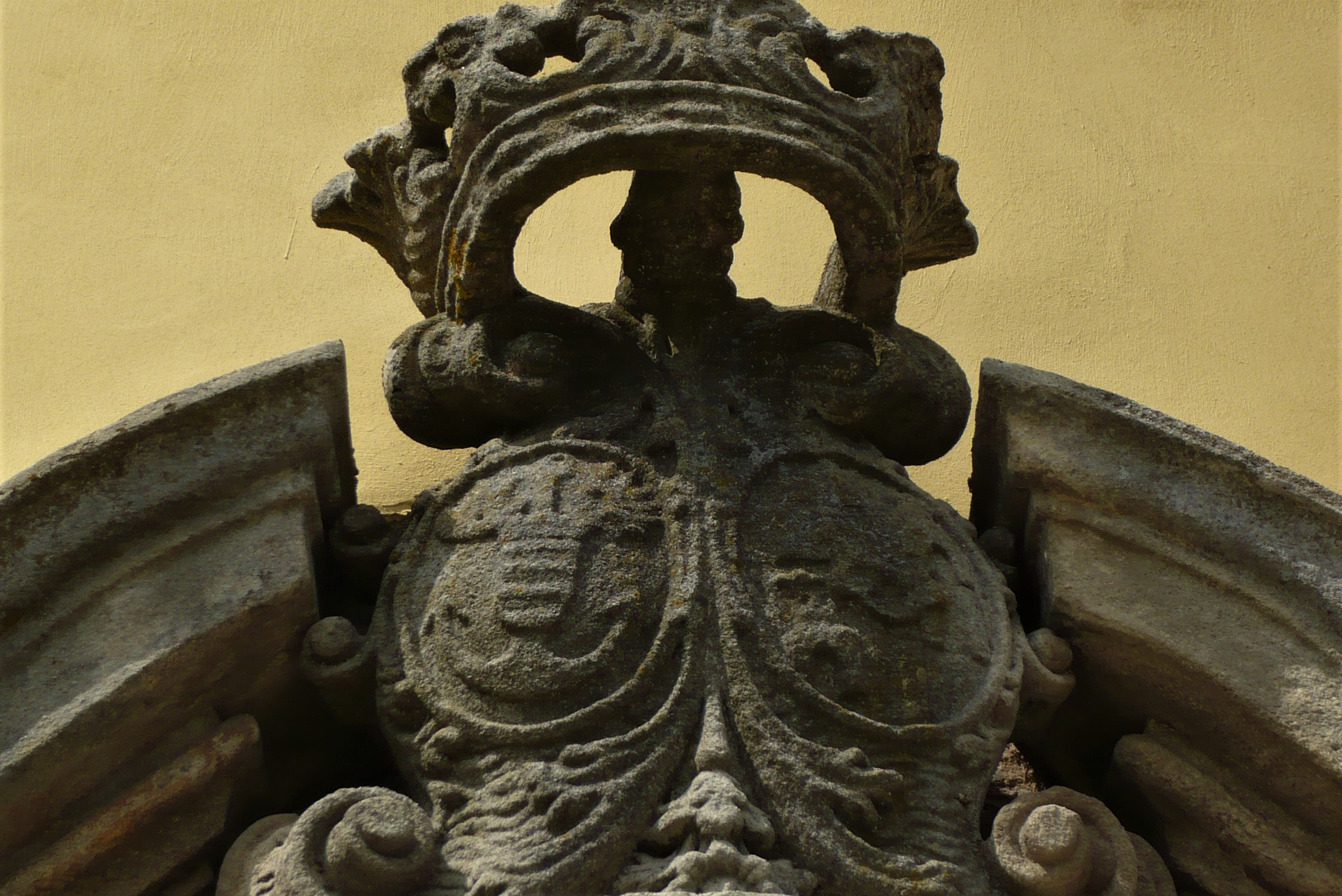
Herby: Nostitz i Fuchs von Bimbach
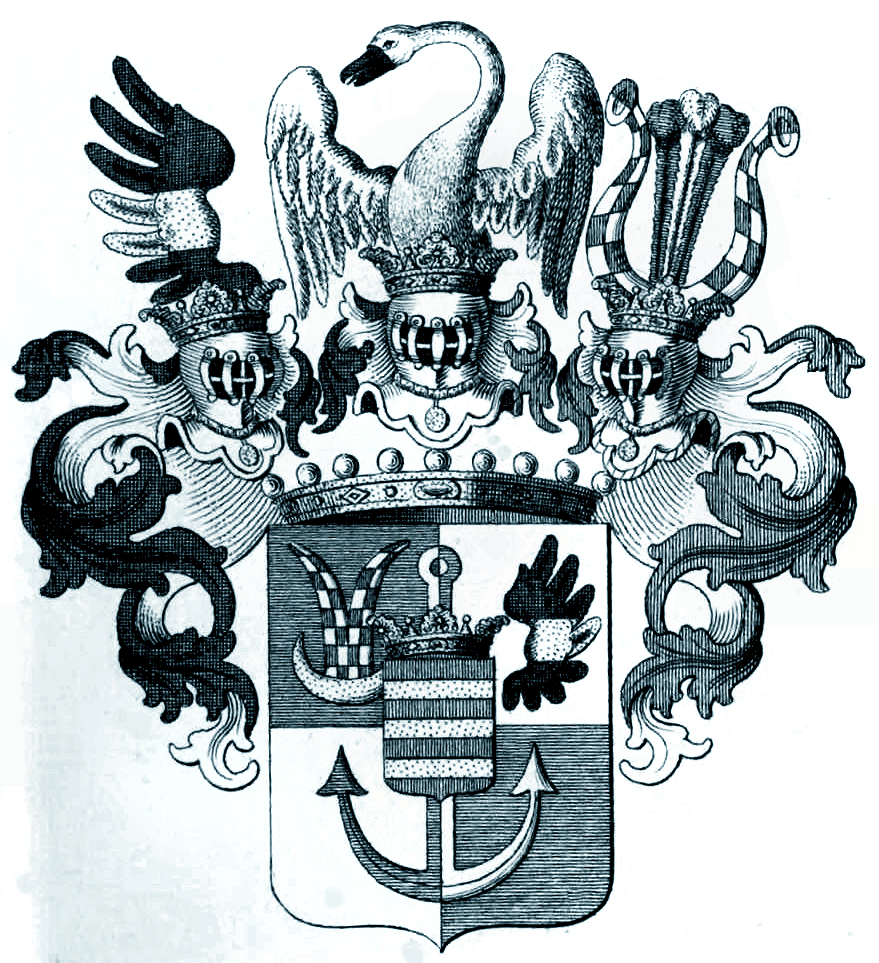
Herb Johanna von Nostitz-Rhieneck
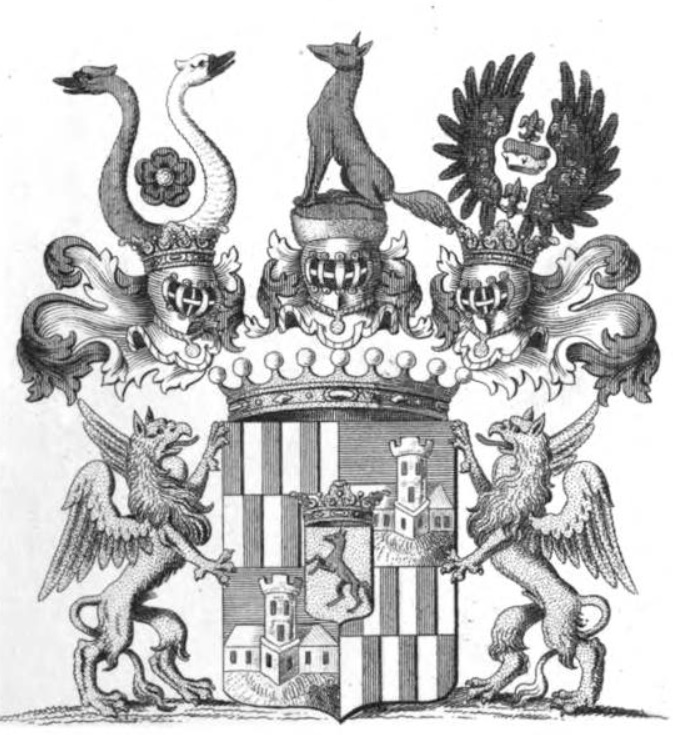
Herb Anny Fuchs von Bimbach
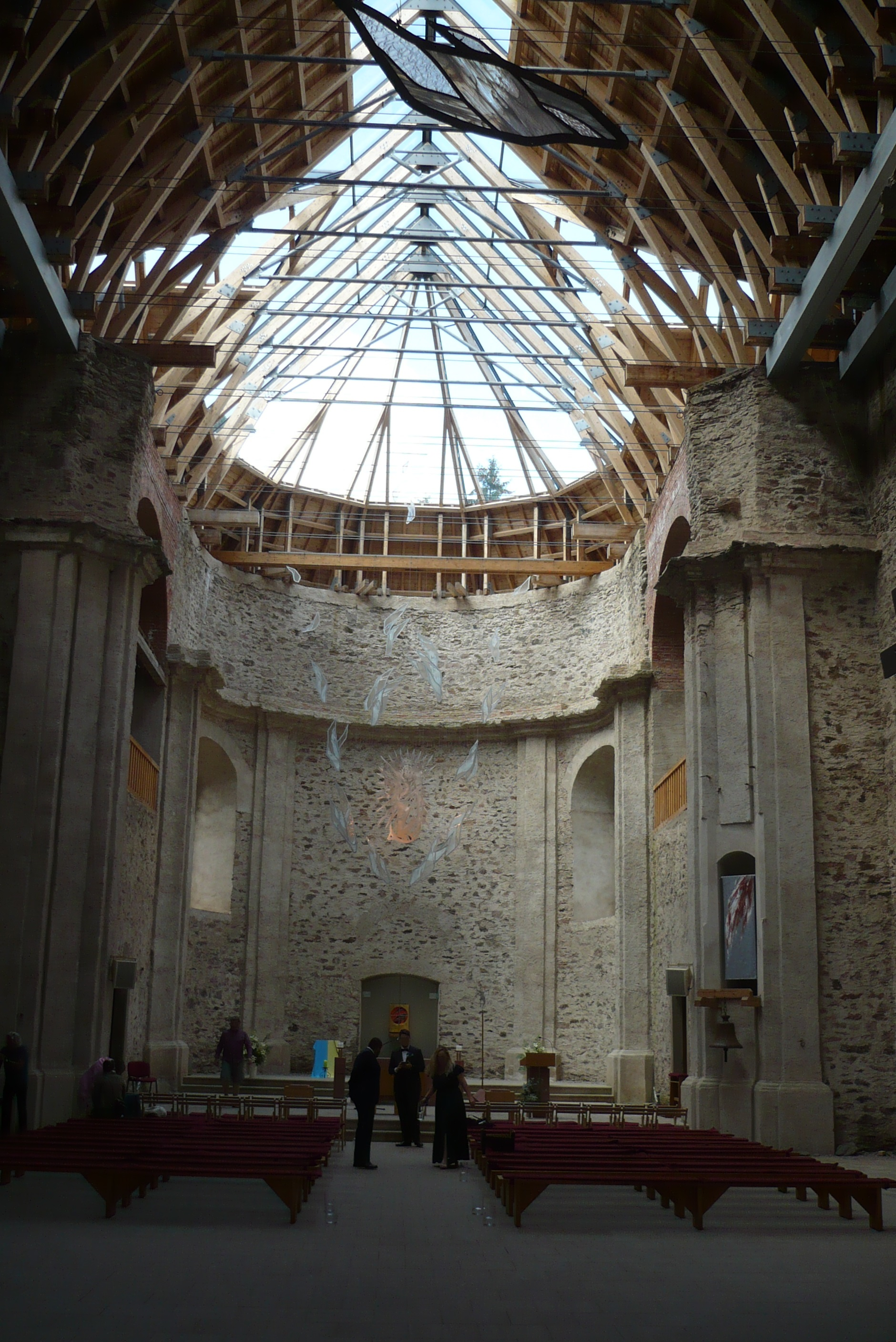
Wnętrze kościoła
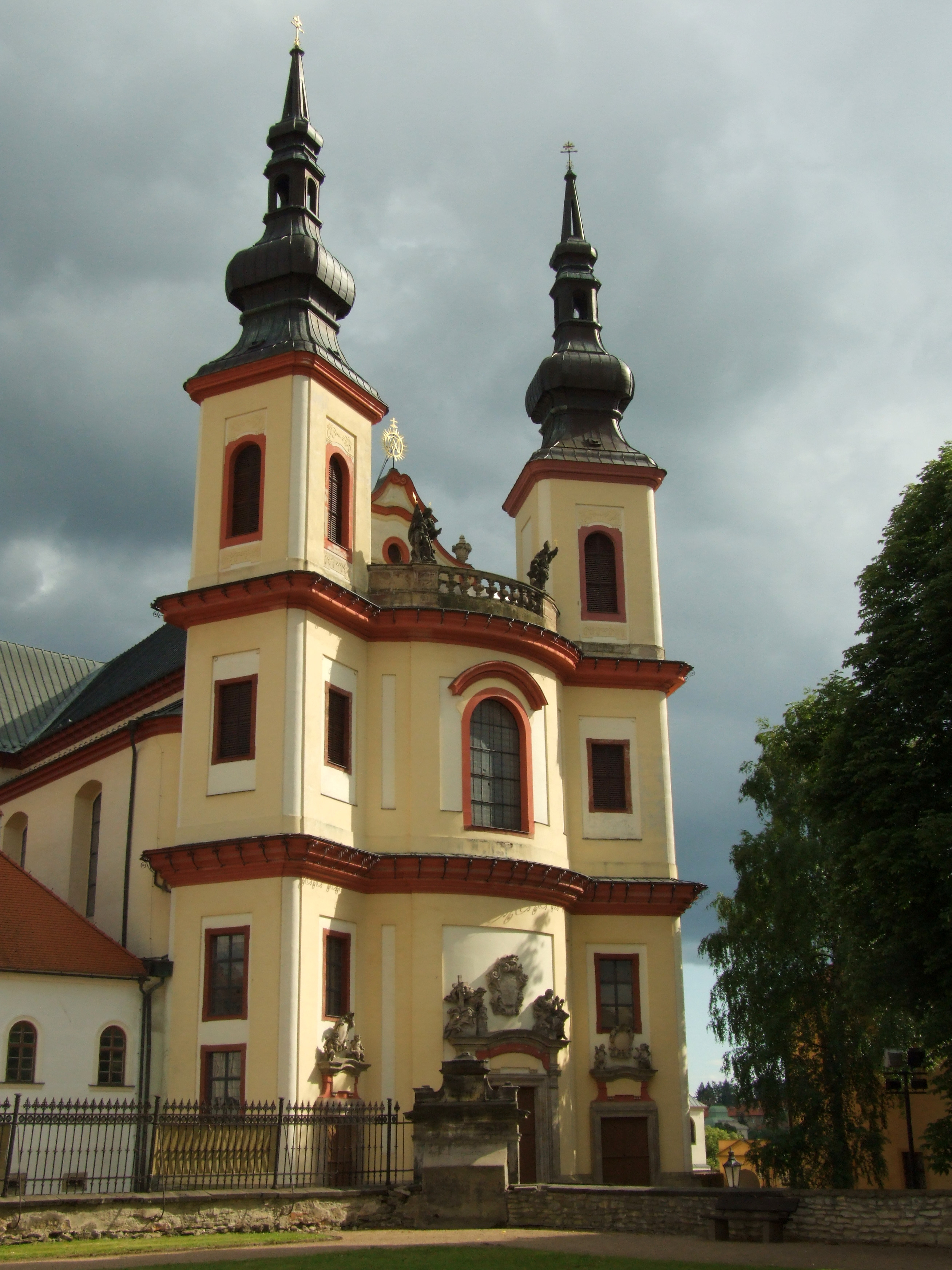
Kościół w Litomyšlu